# Ton Steine Scherben
Ton Steine Scherben (ibland förkortat Die Scherben) var en av de första tyska rockgrupperna och en av de inflytelserikaste grupperna under 1970- och 1980-talet. Gruppen kännetecknades främst av samhällskritiska, anarkistiska tyska texter som framfördes av sångaren Rio Reiser. Die Scherben blev ett slags musikalisk språkrör för vänsterpolitiska kretsar i Västberlin och Västtyskland, till exempel för husockupanterna.

## Historia
Gruppen bildades 1970 i Västberlin av R.P.S. Lanrue (född Ralph Peter Steitz, gitarr), Rio Reiser (född Ralph Möbius, sång), Kai Sichtermann (elbas) och Wolfgang Seidel (slagverk).
För gruppens namn finns olika uppgifter. Rio Reiser berättade i en intervju att namnet togs från ett citat av arkeologen Heinrich Schliemann som upptäckte Troja: "Was ich fand, waren Ton, Steine, Scherben" ("Vad jag hittade var lera, stenar, skärvor"). Kai Sichtermann sa däremot senare att namnet övertogs av ett östtyskt företag, VEB Ton Steine Scherben. På så sätt står namnet även i samband med en västtysk fackförening, IG Bau-Steine-Erden (Industrifackförening bygg-stenar-jordarter).
Efter fem studioalbum och sex singlar upplöstes gruppen 1985. 2004 återförenades flera av bandets tidigare medlemmar under namnet Ton Steine Scherben Family.

## Diskografi

### Studioalbum
- 1971: Warum geht es mir so dreckig
- 1972: Keine Macht für Niemand
- 1975: Wenn die Nacht am tiefsten..., dubbelalbum
- 1981: IV (Die Schwarze), dubbelalbum
- 1983: Scherben

### Singlar
- 1970: Macht kaputt, was euch kaputt macht
- 1971: Mensch Meier
- 1971: Allein machen sie dich ein
- 1979: Das ist unser Land
- 1981: Jenseits von Eden
- 1983: Laß uns ein Wunder sein

### Livealbum
Alla livealbum utgavs efter gruppens upplösning.
- 1985: In Berlin 1984 (Live I)
- 1996: Live II
- 2002: Land in Sicht
- 2006: Live III

## Medlemmar

### Första line-up
- R.P.S. Lanrue -- gitarr (1970–1985)
- Rio Reiser -- sång, gitarr (1970–1985)
- Wolfgang Seidel -- trummor (1970–1971)
- Kai Sichtermann -- bas (1970–1985, utom 1974–1975)

### Sista line-up
- R.P.S. Lanrue -- gitarr (1970–1985)
- Rio Reiser -- sång (1970–1985)
- Funky K. Götzner -- trummor (1974–1985)
- Kai Sichtermann -- bas (1970–1985, utom 1974–1975)
- Martin Paul -- keyboards (1981–1985)
- Dirk Schlömer -- gitarr (1983–1985)

### Tidigare medlemmar
- Nikel Pallat -- sång, saxofon (1970–1978)
- Jörg Schlotterer -- flöjt
- Sven Jordan -- trummor (1971)
- Oliver Lietzau -- trummor (1972)
- Angela Olbrich -- körsång (1972–1981, utom 1976–1977)
- Captain Hynding -- trummor, gitarr (1972)
- Helmut Stöger -- trummor (1973)
- Werner "Gino" Götz -- bas (1974–1975)
- Britta Neander -- körsång (1974–1982)
- Elfie-Esther Steitz-Praeker -- körsång (1979–1982)
- Marius del Mestre -- körsång, gitarr (1981–1982)

### Nuvarande medlemmar av Ton Steine Scherben Family
- Funky K. Götzner -- trummor
- Kai Sichtermann -- bas
- Martin Paul -- keyboard
- Marco Schmedje -- gitarr
- Angela Olbrich -- körsång
- Nikel Pallat -- sång, saxofon
- Marius del Mestre -- sång, gitarr